# آنوسیبه ایفانجا
آنوسیبه ایفانجا (به لاتین: Anosibe Ifanja) یک منطقهٔ مسکونی در ماداگاسکار است که در میاریناریوو واقع شده‌است. آنوسیبه ایفانجا ۱۷٬۰۰۰ نفر جمعیت دارد و ۱٬۰۸۲ متر بالاتر از سطح دریا واقع شده‌است.